# Were (Kura)
Die Were (georgisch ვერე) ist ein Fluss im Osten Georgiens, der in den östlichen Hängen des Trialeti-Gebirges in der Nähe des Berges Didgori entspringt und in Tiflis, der Hauptstadt Georgiens, als rechter Nebenfluss in die Kura mündet.

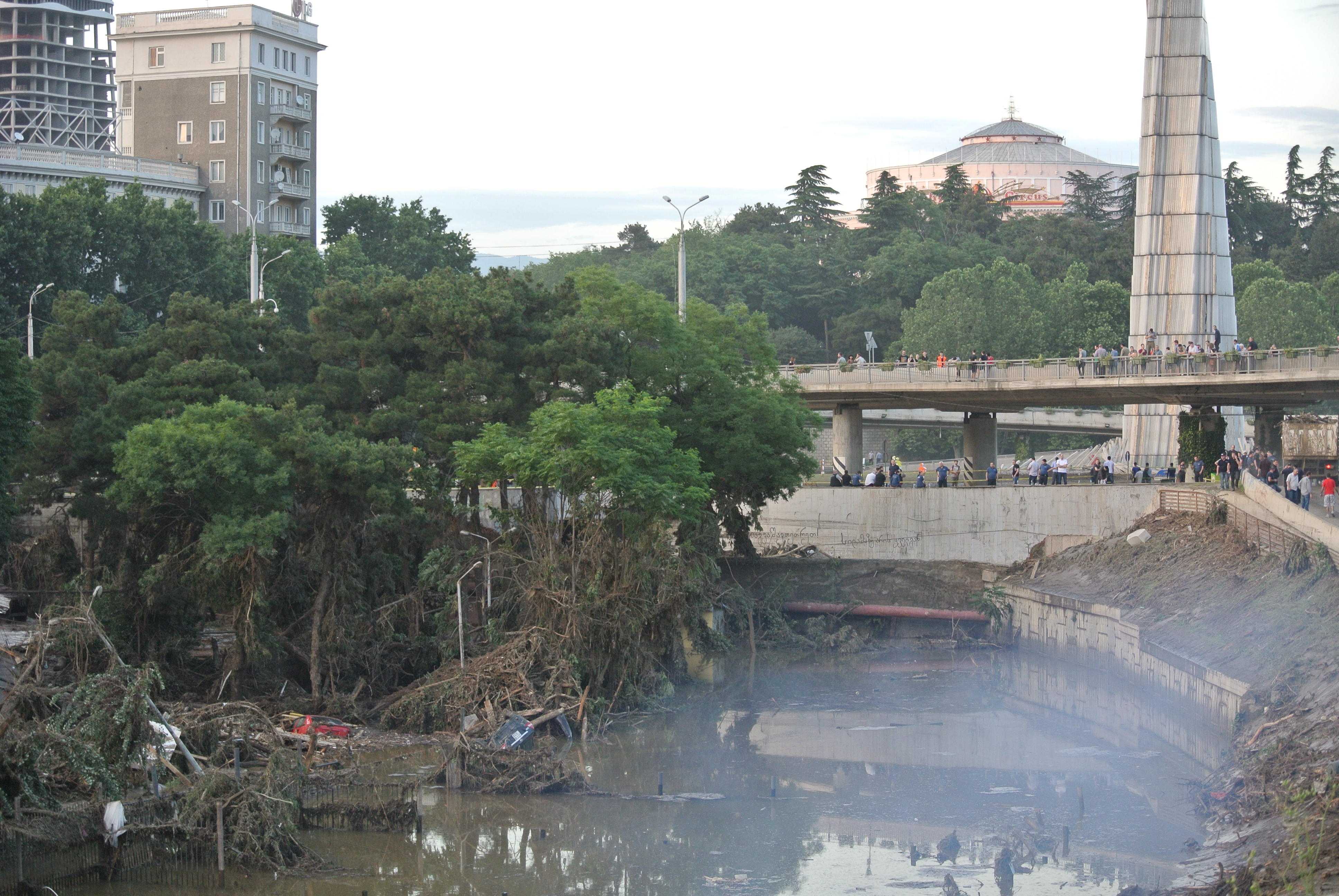
Am 14. Juni 2015 richtete eine Sturzflut der Were schwere Überschwemmungen in Tiflis an

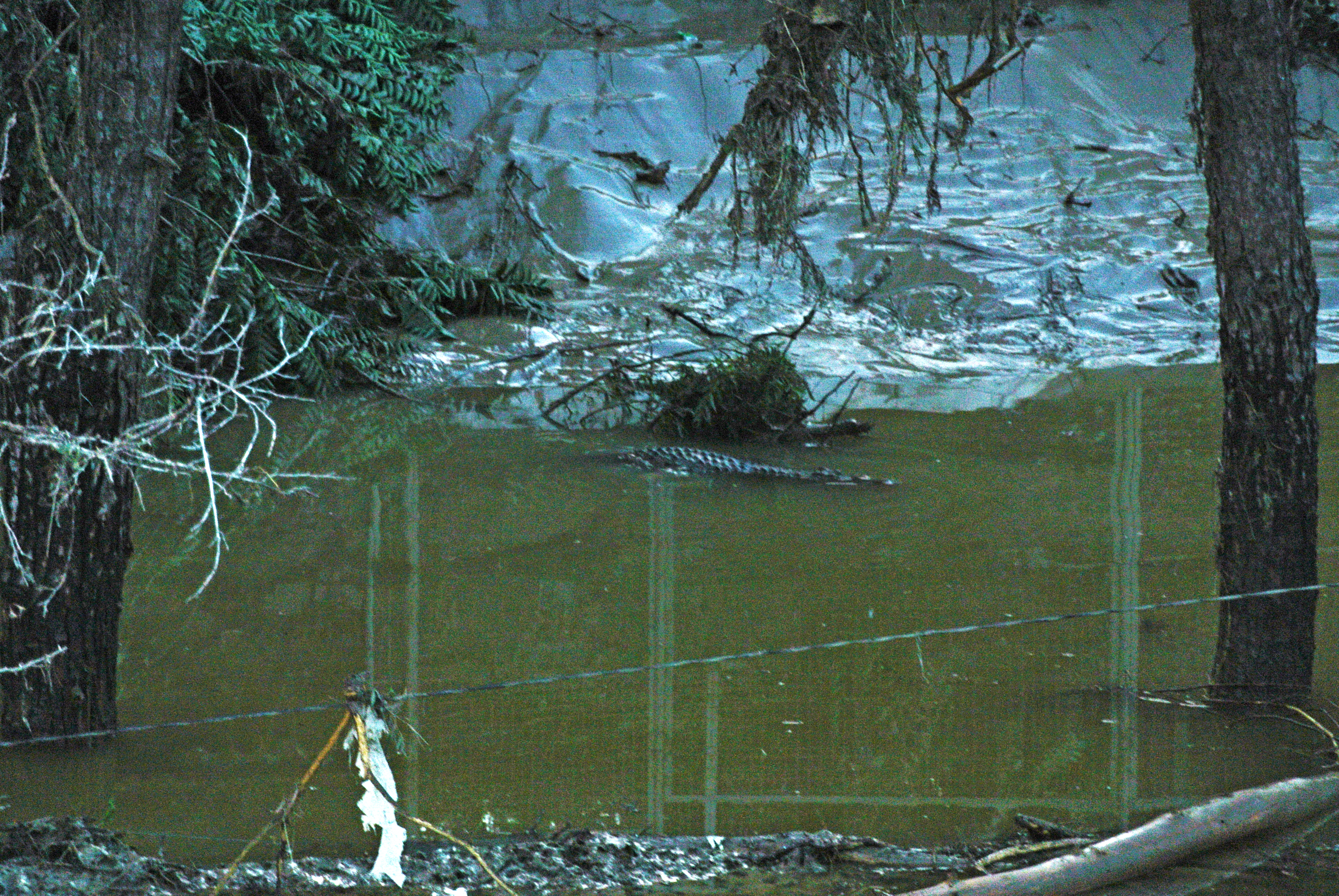
Ein Krokodil aus dem Zoo Tiflis in der Were

Im Flusstal der Were, das sich von Tiflis bis zur Ortschaft Manglissi erstreckt, hat sich eine lückenlose Kette von Siedlungen niedergelassen, darunter Bagebi, Achaldaba, Zqneti, Betania und Zweri. Ein Teil der Were in Tiflis fließt durch eine Reihe von Wellstahltunneln unter der Autobahn zwischen der Warasischewi- und der Tamaraschwili-Straße, die von 2009 bis 2010 errichtet wurde.
Die Were hat eine Länge von 45 km und ein Einzugsgebiet von 194 km2. Der Fluss wird durch Schneeschmelze, Regen und Grundwasser gespeist. Er ist durch periodische Sturzfluten charakterisiert, wie eine am 14. Juni 2015, die schwere Schäden an der Infrastruktur von Tiflis, einschließlich des Zoos, anrichtete und mindestens 19 Todesopfer forderte.
Nach Aufzeichnungen des georgischen Gelehrten Prinz Wachuschti aus dem frühen 18. Jahrhundert war die Were in der Vergangenheit unter den Namen Skwireti oder Skoreti (სკვირეთი, სკორეთი) bekannt. Diese Hydronyme tauchen in mittelalterlichen georgischen Chroniken auf, darunter in einer von Leonti Mroweli aus dem 11. Jahrhundert. Im Flusstal der Were befinden sich mehrere Kulturdenkmäler und Freizeiteinrichtungen. Während das Betania-Kloster der Geburt der heiligen Mutter Gottes nahe der Quelle liegt, befinden sich das Lurdschi-Kloster, der Zoo Tiflis sowie der Kinderfreizeitpark Msiuri an der Mündung im Einzugsbereich von Tiflis.